# Cultura de Ertebølle
Cultura de Ertebølle é uma cultura arqueológica cujo nome deriva de Ertebølle, localidade da Dinamarca. Essa cultura vivia da apanha de moluscos e utilizava objetos de metal e micrólitos.